# Spinadesha jacksoni
Spinadesha jacksoni är en stekelart som beskrevs av Donald L.J. Quicke 1988. Spinadesha jacksoni ingår i släktet Spinadesha och familjen bracksteklar. Inga underarter finns listade i Catalogue of Life.